# Anish Kapoor
Sir Anish Kapoor (Bombay, 12 marzo 1954) è uno scultore britannico di origine indiana ed irachena.

## Biografia
Nato da padre indiano e da madre ebrea irachena, a diciannove anni, dopo aver studiato due anni in Israele in una scuola di elettronica, si sposta in Inghilterra per iscriversi alla scuola d'arte. Si appassiona alle macchine celibi di Marcel Duchamp e conosce colui che diverrà il suo maestro, Paul Neàgu. Dà vita a una serie d'installazioni volte a indagare i temi portanti nel suo percorso artistico: l'androgino, ovvero la dicotomia femminile-maschile, la sessualità, il rito con un uso più ampio del mezzo scultoreo in sintonia con alcune ricerche degli anni sessanta, come l'arte povera o l'opera di Joseph Beuys.
Nel 1979 riscopre il suo essere indiano recandosi nel suo paese d'origine prendendo coscienza di una sorta di extraterritorialità sul limite di due culture, la cultura orientale e quella occidentale. Kapoor ritorna in Inghilterra e crea la serie dei 1000 Names, instabili oggetti scultorei. Nel 1980 presso lo studio di Patrice Alexandre a Parigi, espone la sua prima mostra. L'anno successivo alla Coracle Press di Londra ottiene la sua prima mostra personale. Nasce una forte amicizia con il titolare della Lisson Gallery di Londra, Nicholas Longsdail.
Nel 1990 partecipa come rappresentante della Gran Bretagna alla XLIV Biennale di Venezia dove viene premiato. Nel 1991 vince il Turner Prize. Ottiene varie commissioni, sia pubbliche che private. Utilizza diversi materiali: dal marmo di Carrara, al granito, all'ardesia, all'arenaria per opere come Void Field o Ghost del 1989. Si cimenta con le superfici riflettenti, creando specchi deformanti o che addirittura annullano l'immagine stessa, dando vita a opere come Double Mirror del 1997, Turning the World Upside Down del 1995 o Suck del 1998. La Taratantara è un'opera per il Baltic Centre di Gateshead. Il Millennium Park di Chicago gli commissiona il famoso Cloud Gate, dalla forma di grande fagiolo lungo diciotto metri e alto nove di acciaio inossidabile. È un'opera senza centro, un grande specchio deformante che riflette il paesaggio che lo circonda e il cielo in un'unica superficie. Anish Kapoor si sposa a Venezia  con la Jewellery designer Oumaima Boumoussaoui Kapoor nel 2023. Dalla loro unione  nasce Ilyas Darshan Kapoor nel 2024.

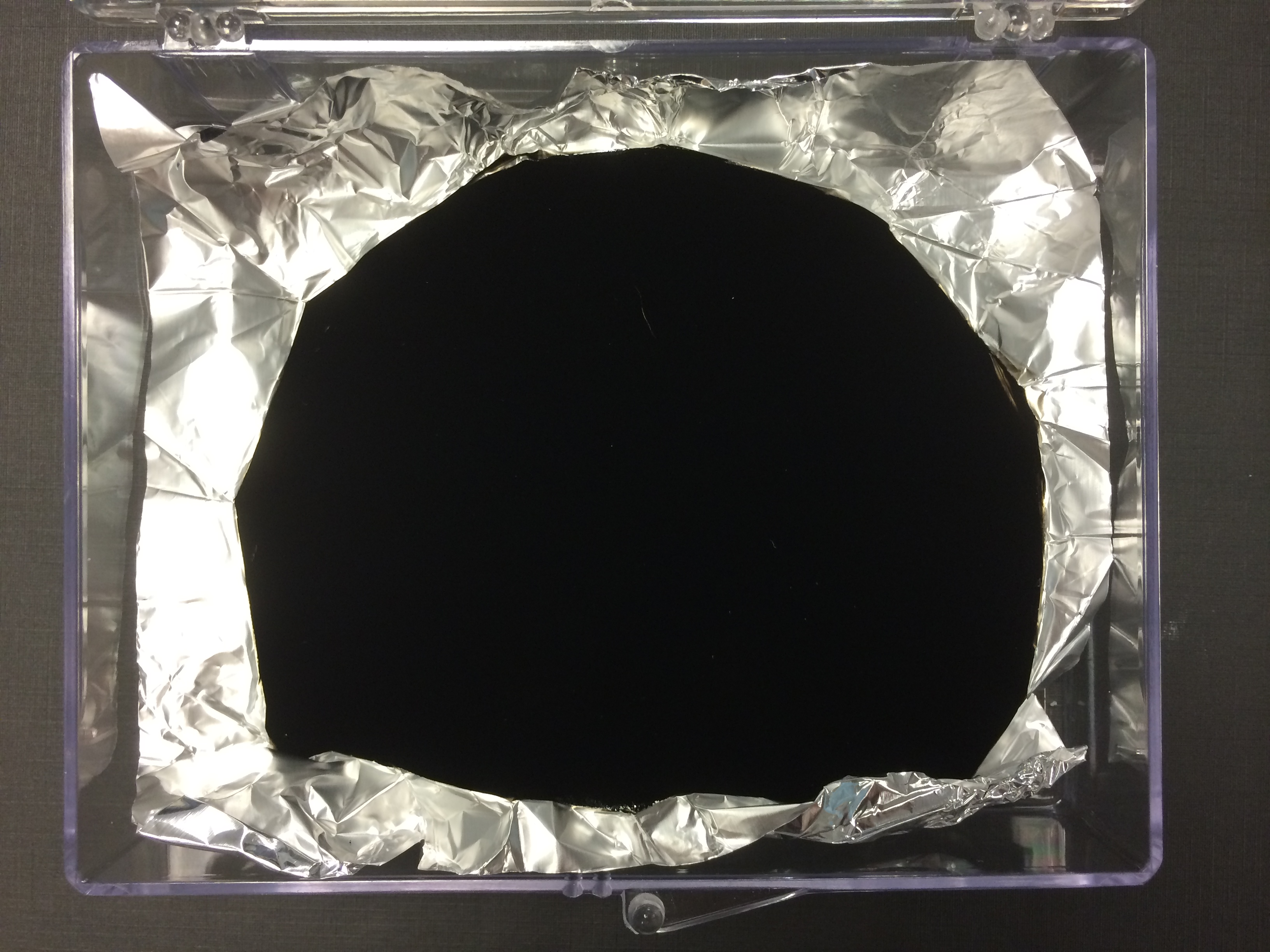
Vantablack

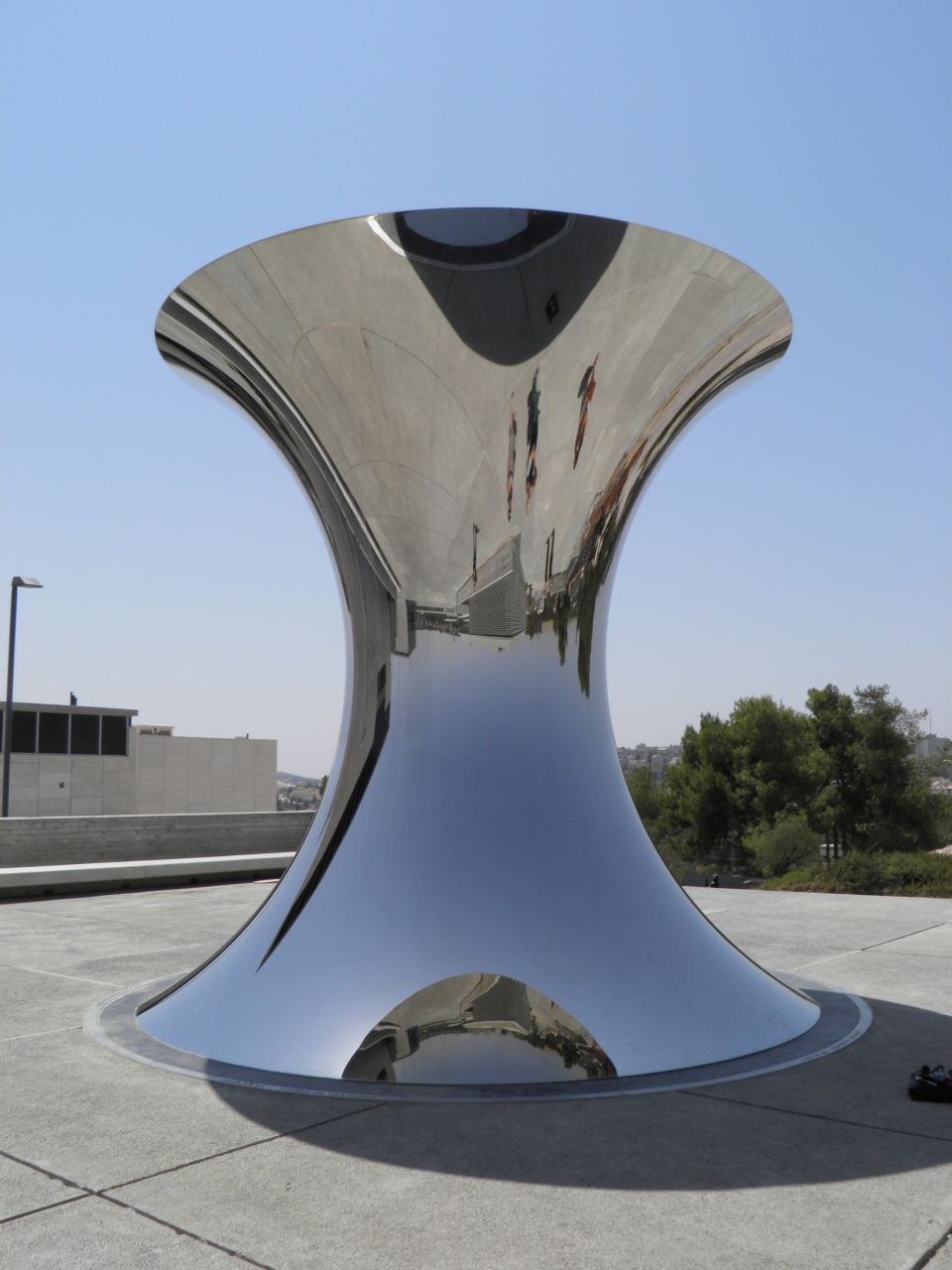
Turning the World Upside Down (1995) Israel Museum di Gerusalemme

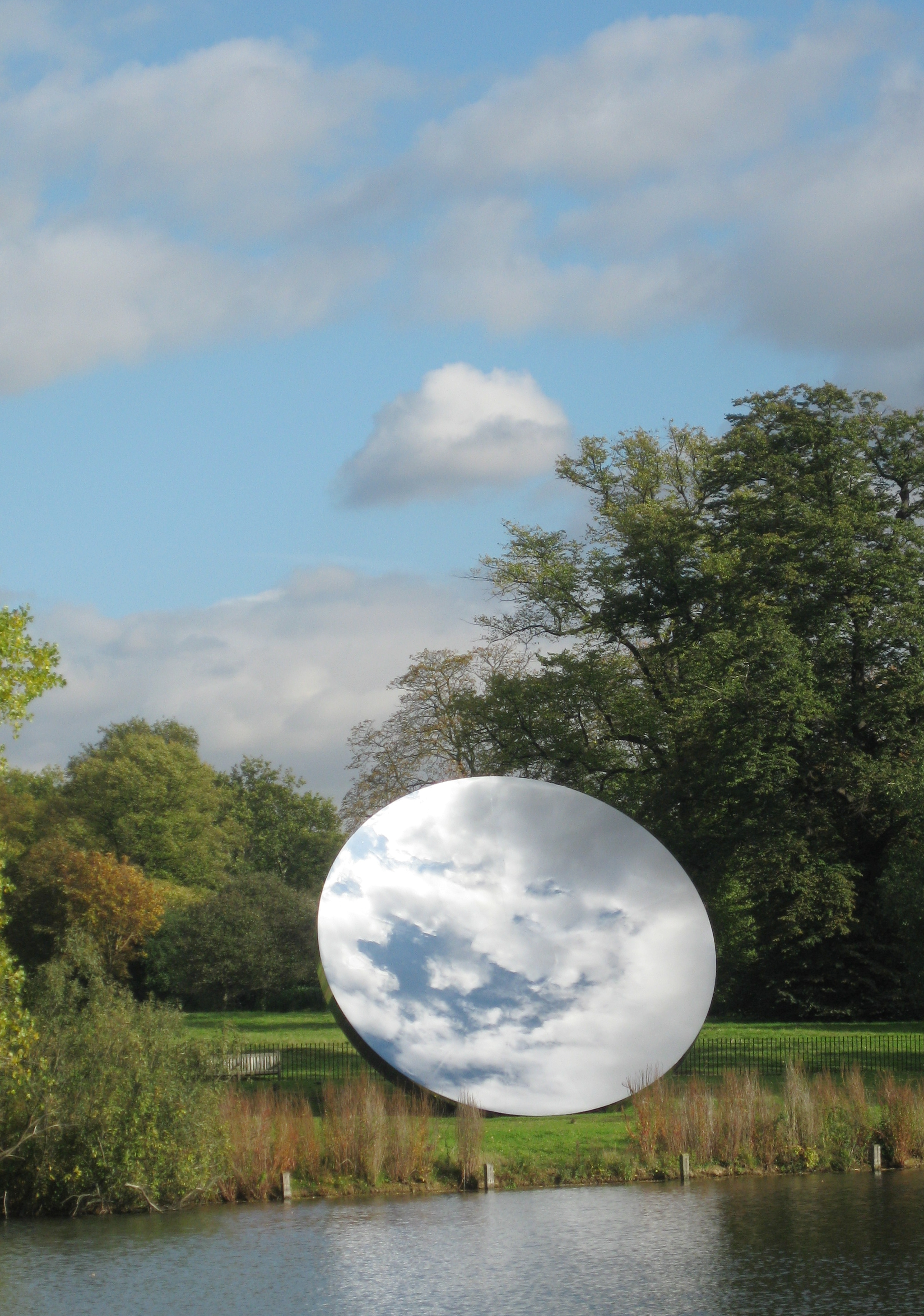
Sky Mirror esposto temporaneamente ai Kensington Gardens di Londra

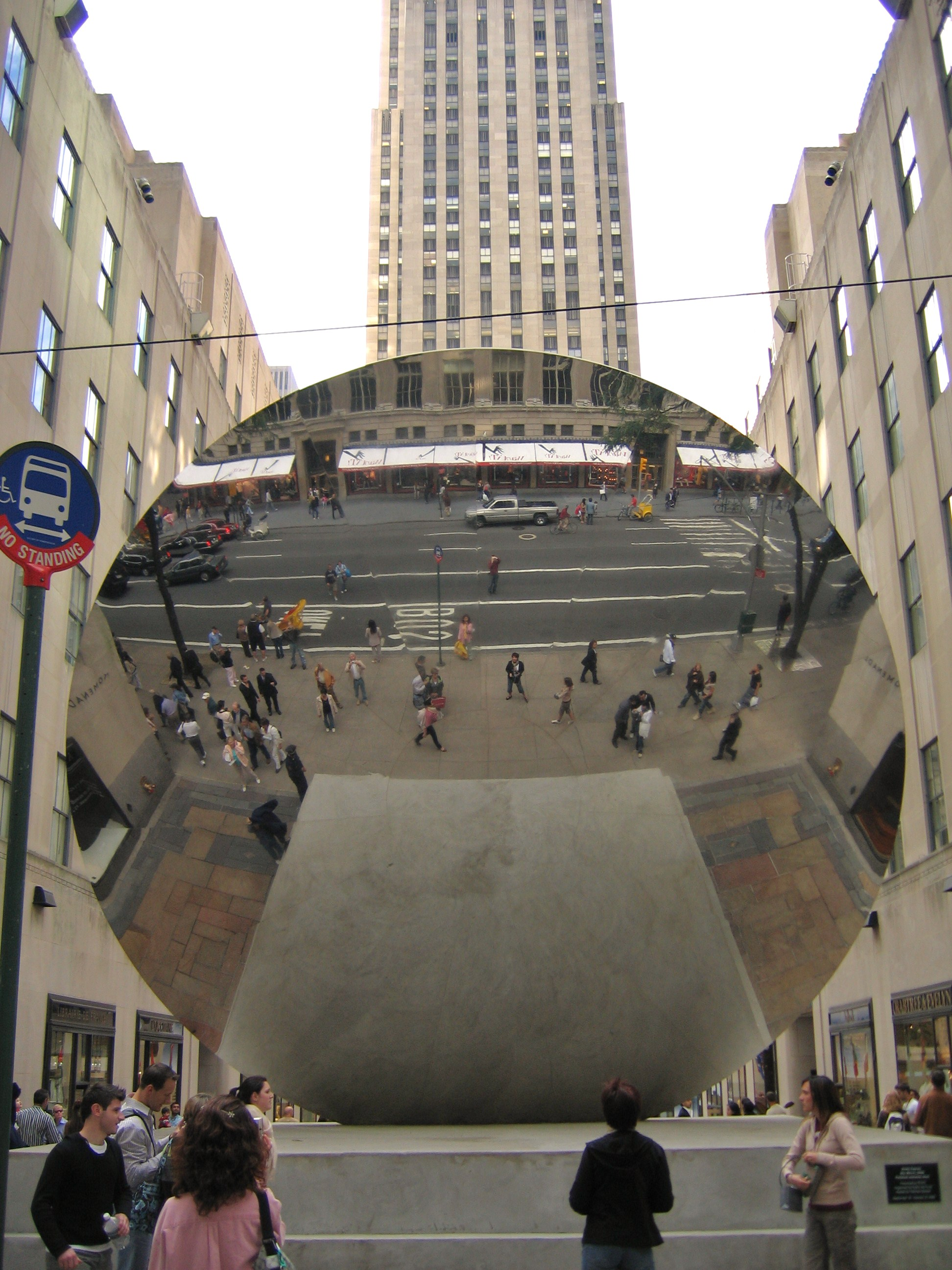
Sky Mirror esposto al Rockefeller Center di New York

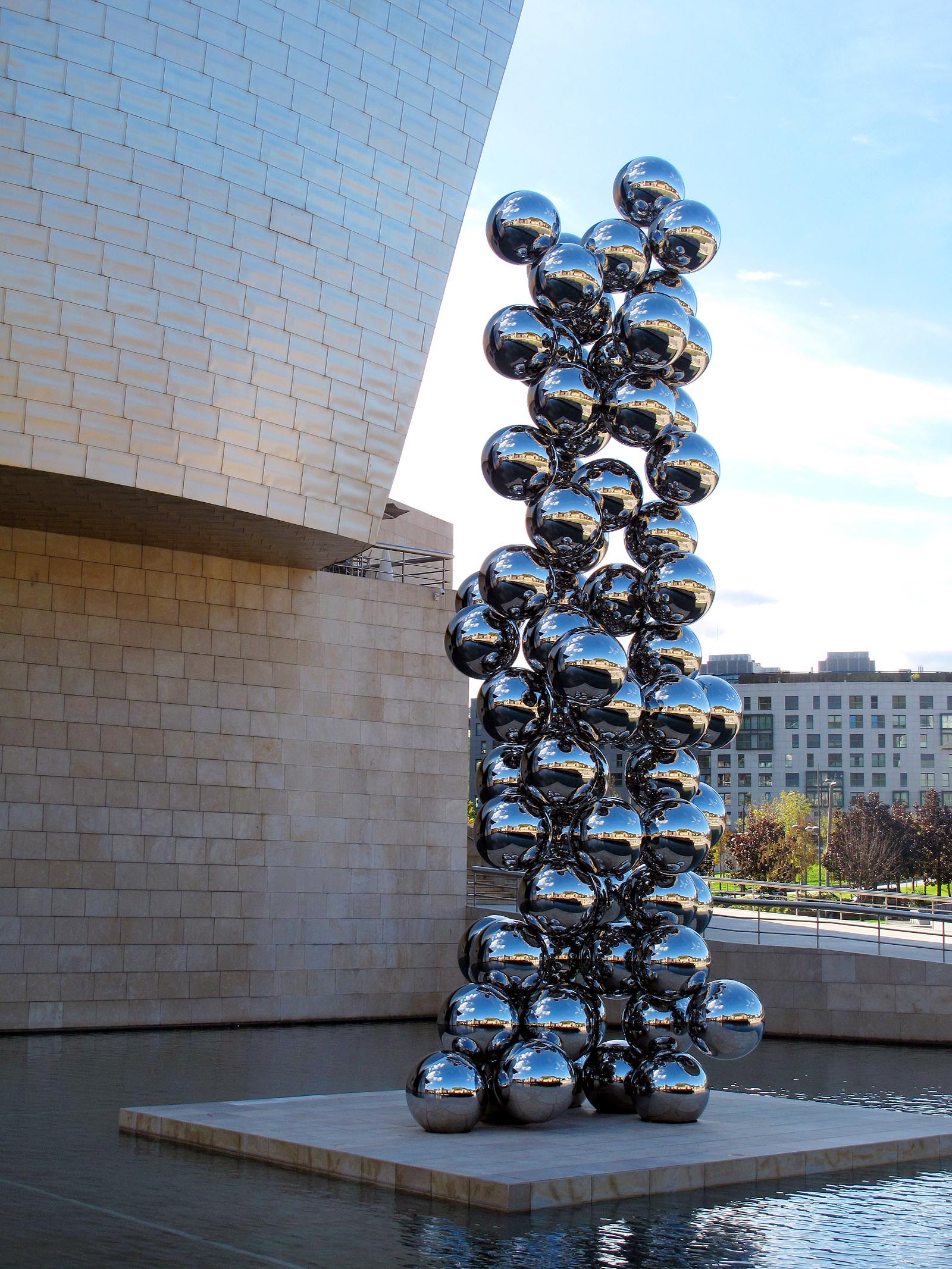
Tall Tree and the Eye (2009) Guggenheim Museum di Bilbao

### Tecniche
Anish Kapoor usa materiali come il granito, il calcare, il marmo, il legno e il gesso per creare oggetti dalle forme enigmatiche, geometriche o biomorfe, coperte da pigmenti coloratissimi, chiaro richiamo all'immaginario cromatico indiano. I colori sono perlopiù caldi e dotati di una luminosità quasi propria. Un chiarore che sempre convive con l'oscurità e che spesso si trasforma in superfici specchiate che riflettono o assorbono la luce e la realtà intorno. Per Kapoor il colore rosso ha il significato della passione, del sole che tramonta, della neve insanguinata dopo la battaglia, ma soprattutto dell'interno del nostro corpo.
Il colore blu, o meglio il blu di Prussia ha un significato analogo a quello che aveva avuto per Yves Klein. Il blu è un colore particolarmente amato dalla filosofia esoterica e in tutte le religioni viene usato per tutto ciò che è sublime, spirituale, trascendente ed infinito. Kapoor utilizza la polvere blu per smaterializzare le forme e renderle impalpabili, spingendole quasi alla levitazione, impedendoci di comprendere la reale natura di ciò che stiamo osservando. La pelle è per Kapoor il momento della tensione e dell'azione dell'opera, il luogo nel quale avvertiamo il cambiamento. Le opere sono configurazione di oggetti, diventano giardini o meglio luoghi, invadono lo spazio della sala e lo assorbono fino a renderlo parte dell'opera stessa. Hanno titoli che suggeriscono immagini mitologiche induiste, tuttavia l'impatto con l'opera ci riporta sempre verso una dimensione fisicamente percettiva, in cui l'unico mezzo di conoscenza sono i nostri sensi ed il nostro corpo.
Verso la metà degli anni Ottanta, le dualità vanno a poco a poco risolvendosi attraverso il riassorbimento nell'unità, come se la vagheggiata unione degli opposti, maschile e femminile, tangibile e immateriale, interiore ed esteriore, si fosse finalmente avverata e vedessimo congiunti i poli in una configurazione unica. Nascono Place, 1983, Pot for Her, 1984, Mother as a Mountain, 1985. A partire dalla metà degli anni 1990 ha esplorato il concetto di vuoto, realizzando opere che scompaiono in pareti o pavimenti, per destabilizzare le nostre ipotesi sul mondo fisico. Danno un impatto viscerale e immediato per dualità astratte, come presenza e assenza, l'infinito e l'illusione, la solidità e l'intangibilità. Kapoor si focalizza sulle proprietà attive o di trasformazione dei materiali che usa. "Sono molto interessato al non-oggetto o il non-materiale. Ho fatto oggetti in cui le cose non sono quello che in un primo momento sembrano essere. Una pietra può perdere il suo peso o un oggetto in modo speculare può mimetizzarsi nei suoi dintorni da apparire come un buco nello spazio".
Nel 2016 ha acquistato in esclusiva i diritti per l'utilizzo in campo artistico del famoso "Vantablack", rimasto fino al 2019 il materiale più scuro conosciuto, composto da nanotubi di carbonio e assorbente fino al 99,965% delle radiazioni.

### Opere
Tutti i lavori di Kapoor hanno dei titoli chiarificatori. Il titolo, infatti, come diceva Marcel Duchamp, è una parte fondamentale dell'opera. Per esempio prendiamo in esame La guarigione di San Tommaso del 1989: si tratta di una quasi impercettibile raschiatura fatta su una delle pareti della stanza espositiva. Una lacerazione rossa sul muro bianco, una specie di ferita: come quella presente sul costato di Cristo risorto e che Tommaso vuole toccare per sincerarsi della sua meravigliosa presenza. Tra il 1989 e il 1990 Kapoor crea un'opera che intitola Madonna. Lo spettatore viene ammesso alla presenza dell'oggetto artistico in maniera frontale. Vincolata al muro da un sostegno invisibile, l'opera appare come sospesa. Non è possibile vedere cosa stiamo vedendo: l'oggetto sembra costituito da un grande disco circolare e quest'impressione aumenta, invece di diminuire, a mano a mano che ci si avvicina ad esso.
Arrivato quasi a contatto, lo spettatore percepisce la presenza di qualcosa d'inspiegabile; il disco sembra dotato di una forza attrattiva e misteriosa: bisogna allungare la mano per capire se si tratta di una sostanza piatta o cava. In quel momento avviene qualcosa d'irreversibile. Oltrepassata l'illusione della superficie piatta, la mano penetra nello spazio improvviso del vuoto, del nulla e dell'assenza. L'osservatore avrebbe dovuto fermarsi davanti all'evidenza del mistero dell'opera, esattamente come si dovrebbe fermare davanti al mistero del sacro, senza tentare di razionalizzarlo. Per la religione cristiana la verginità di Maria rappresenta una questione analoga ed il mistero del concepimento di Cristo è e deve rimanere inafferrabile. Il significato profondo di quest'opera sta nella consapevolezza che, nel tempo disilluso e laico della nostra epoca, l'uomo vuole provare a sfidare tutto, per cercare di entrare in contatto e comprendere il mistero del sacro.
Una scultura molto particolare, ma con un significato diverso da quella sopra citata, è certamente When I am pregnant, realizzata nel 1992, in fibra di vetro e vernice; le sue dimensioni sono 198 x 152 x 15 cm. Realizzata su una parete bianca, consiste in un bulbo che emerge dal muro come una protuberanza; a seconda della posizione che lo spettatore assume è possibile vedere l'opera in maniera più o meno chiara e nitida.
I 1000 names, creati intorno al 1979-80, sono oggetti scultorei instabili, forme tra l'astratto e il naturale, completamente ricoperte di pigmento puro, il cui intenso colore prevalentemente giallo e rosso, nasconde l'origine e suggerisce l'idea di uno sconfinamento in forme classiche, in primo luogo cerchi e rettangoli che sono apparentemente complessi, costruiti in una varietà di materiali sintetici e naturali, come ad esempio l'alluminio, i vari pigmenti, gli smalti, le resine, i polimeri e il PVC per dare effetti unici a forme classiche e organiche. Shooting into the Corner è un cannone che spara proiettili cilindrici in un angolo della galleria in cui esplodono come un corpo in un brutto film di Hollywood. Installato nel 2008-2009, è alimentato da un compressore pneumatico e viene ricaricato da un addetto, con un intervallo tra un colpo e l'altro di 20 minuti.
Nel 2009, Anish Kapoor viene nominato direttore artistico del Festival di Brighton: l'artista installa tre sculture, Sky Mirror nei giardini di Royal Pavilion, Blood Relations in collaborazione con lo scrittore Salman Rushdie e 1000 Names a Fabrica. Inoltre crea due nuove opere: una dal titolo The Dismemberment of Jeanne d'Arc e una performance intitolata Imagined Monochrome. La risposta del pubblico fu calorosa. Sky Mirror riporta letteralmente il cielo in terra: si tratta di una scultura circolare in acciaio inossidabile che poggia su una piattaforma di pochi metri sopra il livello della strada. Installata a New York, il suo lato concavo, angolato verso l'alto, riflette il cielo e un ritratto capovolto della Rockefeller Center. Il suo lato convesso, di fronte alla Quinta Strada riflette invece una visione più terrena, compresi gli spettatori nel bel mezzo delle vie adiacenti.
Questo oggetto cambia modo di vedere attraverso il giorno e la notte ed è un esempio di ciò che Kapoor descrive come un "non-oggetto", una scultura che, nonostante la sua monumentalità, suggerisce una finestra sul nulla e spesso sembra svanire con l'ambiente circostante. Tall Tree and the Eye è una scultura inserita nei giardini della Royal Academy of Arts. È una torre alta 15 metri costruita in acciaio inox ed è composta da 76 sfere a specchio incastrate l'una con l'altra che creano un continuo cambiamento, grazie ai loro riflessi, ma nonostante questi componenti sembra essere priva di peso. Lo stesso Kapoor ha detto che per la sua realizzazione si è ispirato alle parole del poeta tedesco Rainer Maria Rilke: "È un insieme di immagini che ho sempre amato nei suoi sonetti a Orfeo e questo lavoro è, in un certo senso, una sorta di occhio che riflette le immagini senza fine".
Cloud Gate è stata inaugurata nel 2006 al Millennium Park di Chicago. L'opera, costruita fra il 2004 e il 2006, viene soprannominata "The Bean" per la sua forma a fagiolo. Composta di 168 piastre di acciaio inox saldate insieme, il suo esterno è completamente lucido e non presenta cuciture di alcun genere. Il disegno è stato ispirato dal mercurio liquido. La superficie riflette lo skyline della città che la circonda, gli spettatori sono liberi di ammirarla anche passandoci sotto visto che l'altezza dell'"omphalos" (dal greco "ombelico") è una rientranza alta 3,7 metri dove la superficie a specchio offre molteplici riflessioni di qualsiasi oggetto posto sotto di esso. Quest'opera è stata scelta durante un concorso di progettazione.
Inizialmente ci si preoccupò molto a proposito delle tecnologie che si potevano usare per l'assemblaggio e anche dopo nacquero ulteriori perplessità al riguardo della manutenzione come ad esempio la variazione di temperatura tra le stagioni con il timore che la struttura avrebbe potuto indebolirsi. Graffiti, escrementi di uccelli e le impronte digitali sono stati i potenziali problemi. Alla fine però, l'opera fu costruita, anche se con un certo ritardo rispetto ai tempi stimati. Cloud Gate fu presentata incompleta nel 2004 per poi essere ultimata il 15 maggio del 2006.
Il sindaco di Chicago decise che quella data sarebbe stata ricordata come il "Cloud Gate Day". Il pubblico accettò subito questa scultura anche grazie al suo soprannome, tanto che l'opera è divenuta un importante monumento di arte pubblica ed è oramai un simbolo della città. Kapoor ha fatto sapere che la sua opera dovrebbe durare intorno ai mille anni. La manutenzione è stata affidata ad una azienda che la pulisce a mano due volte al giorno. È altresì prevista una pulizia totale ogni 40 anni.

### Architetture
Anish Kapoor si dedica anche all'architettura. Taratantara è un'enorme doppia tromba lunga 50 metri, larga ed alta 35 metri. Realizzata con un telone rosso in pvc, dalla consistenza simile a una gomma vellutata, delimita e circoscrive un "luogo fisico e psichico", fornito di due aperture che si offre a sguardi molteplici, ad infinite letture, a numerose analogie: ricorda un ponte, un tunnel, un enorme papillon, un aquilone, un gigantesco caleidoscopio. Con rara intensità poetica Kapoor cambia completamente volto al luogo in cui quest'opera appare, con le tecniche proprie di “un pittore che fa lo scultore”. Temenos è la prima scultura per il progetto Tees Valley Giants (cinque enormi sculture formate da un elemento ad anello ed uno ad ellisse, alti circa 50 metri, uniti da una rete di cavi d'acciaio lunga 110 metri) iniziata nel 2008, è stata completata nel 2010. Il Temenos si trova tra il ponte del Middlesbrough Transporter e lo stadio Riverside. La sua struttura in acciaio è alta 50 metri ed è sorretto da due un pali che hanno sopra di loro un anello circolare e un anello ovale, il tutto è tenuto insieme da un intrecciarsi di fili d'acciaio. Viene paragonato ad un enorme retino per zanzare. Il costo di questa opera è stato di circa 2.700.000 sterline, mentre il costo totale dei cinque cerchi dovrebbe aggirarsi sui 20 milioni di sterline.

### Progetti
Anish Kapoor insieme all'ingegnere Cecil Balmond ha progettato la costruzione del nuovo braciere olimpico acceso ai Giochi della XXX Olimpiade di Londra del 2012 e la torre Arcelor Mittal Orbit, inaugurata nel maggio del 2012. La torre è stata voluta dal sindaco di Londra Boris Johnson e dal ministro delle Olimpiadi Tessa Jowell. Alta 115 metri, alcuni l'hanno già ribattezzata la "nuova Tour Eiffel", mentre altri – la rivista inglese di architettura online Archinet – l'ha soprannominata "la più grande erezione di Londra". Una torre rossa sviluppatesi in una spirale che ricorda la forma del DNA e che racchiude in sé i cinque cerchi olimpici.
Il costo è stato stimato intorno ai 19 milioni di sterline, delle quali 16 provenienti dal ricco magnate della Gran Bretagna, Lakshmi Mittal, presidente della società siderurgica ArcelorMittal la ditta che produce l'acciaio usato per la costruzione, mentre le altre 3 milioni di sterline provengono dalla London Development Agency. Sia Anish Kapoor che Cecil Balmond parlano di questa costruzione come di un progresso radicale dell'architettura: combinare scultura e ingegneria strutturale, stabilità con instabilità. I visitatori camminano dentro un passaggio pedonale incorporato fatto a spirale. Non sono mancate le lodi ma anche le critiche al suo audace design: si è parlato di un progetto di vanità, di un discutibile uso di arte pubblica.
Un progetto incompiuto che Anish Kapoor avrebbe dovuto realizzare in Italia è la stazione di Monte Sant'Angelo della Metropolitana di Napoli. Questo progetto non comprendeva soltanto la stazione di Monte Sant'Angelo, ma tutto il collegamento ferroviario di Napoli.
Il disegno della stazione che si sarebbe dovuto realizzare, mantiene una sensibilità plastica che contraddistingue lo stile di Kapoor. L'idea, infatti, è quella di evocare, in maniera ironica, la discesa degli inferi, un catino che abbraccia il viaggiatore accompagnandolo nelle viscere della terra. L'intera opera avrebbe dovuto essere realizzata in acciaio Corten, un materiale che ben si addice al territorio vulcanico circostante. Il via al progetto avvenne nel 2003 ma, a causa della mancanza di fondi, si fermò lasciando incompiuta la stazione. Eduardo Cicelyn, direttore del Museo d'arte contemporanea Donnaregina di Napoli, vede in Kapoor la persona che può proseguire i lavori cambiando tuttavia il progetto.
Il 27 febbraio 2004, dopo cinque anni dal via libera del Ministero, la regione Campania affida ad Anish Kapoor l'ideazione artistica del progetto. A novembre lo scultore firma il contratto, il titolo del progetto è "Arte e Ingegneria". Sette mesi e mezzo dopo, il progetto è terminato, iniziano quindi i lavori, ma si ha subito uno stop riguardo al materiale da usare per le sculture dell'artista. Nel 2007 i lavori vengono interrotti per un problema riguardante la scelta dell'impresa che potrà realizzare le due opere. I tecnici chiesero prima a Fincantieri, poi a delle aziende negli Stati Uniti e Germania ed alla olandese Central Staal. La prima opera viene avviata, l'altra rimane ferma. Il progetto dell'artista comprendeva 12 metri di lastre da unire per avere poi l'opera compiuta; la tecnologia però, consente di lavorare su acciaio Corten un massimo di 4 metri di lastre, quindi fino a che non saranno rifatti tutti i calcoli matematici per il ridimensionamento della struttura, questo progetto non potrà essere realizzato.
Anish Kapoor ha progettato per Il Parco nazionale del Pollino un'opera dal titolo "Earth Cinema": un cinema di terra, un "taglio" scavato nella terra (45 metri di lunghezza) in cui le persone possono entrare dai due lati. All'interno una lunga feritoia permette di "vedere" lo straordinario paesaggio naturale, sentendosi parte di esso.

### Mostre
- al MAC Grand-Hornu in Belgio nel 2004
- al Museo archeologico nazionale di Napoli nel 2004
- al Kunsthaus Bregenz nel 2003;
- al Baltic Centre for Contemporary Art di Gateshead nel 1999
- in Piazza del Plebiscito di Napoli dove installò la Taratantara nel 1999
- all'Hayward Gallery di Londra nel 1998
- alla Fondazione Prada di Milano nel 1995

Altre mostre personali delle sue opere si sono tenute:
- a Milano alla Rotonda di via Besana ed alla Fabbrica del vapore nel 2011
- alla Tate Gallery di Londra
- alla Royal Academy of Arts di Londra
- alla Kunsthalle di Basilea
- alla Reina Sofia di Madrid
- alla National Gallery di Ottawa
- al Musée des arts contemporains (Grand-Hornu) in Belgio
- al CAPC Museo di Arte Contemporanea di Bordeaux
- al Centro Cultural Banco do Brasil
- al De Pont Foundation in Paesi Bassi
- al Museo d'arte contemporanea del XXI secolo di Kanazawa
- allo Scai The Bathhouse di Tokyo

Le sue più famose opere sono raccolte in particolare al Museum of Modern Art di New York, alla Tate Gallery, alla Fondazione Prada di Milano, al Guggenheim Museum di Bilbao, al De Pont Foundation nei Paesi Bassi e al Museum of Contemporary Art di Kanazawa.

### Cronologia
- 1954: nasce a Bombay
- 1970-1973: frequenta gli studi in Israele
- 1973: studia presso Hornsey School of Art di Londra (1973-1977) e Chelsea School of Art
- 1990: è presente come rappresentante della Gran Bretagna alla Biennale di Venezia. Vince il Premio Duemila
- 1991: vince il Turner Prize
- 1996: inaugurazione del Holocaust Memorial a Liberal Sinagoga ebraica di Londra;
- 1999: viene eletto Accademico della Royal Academy of Arts
- 2006: viene inaugurato a Chicago il Cloud Gate
- 2009: lavora al progetto Tees Valley Giants

### Anish Kapoor nei musei italiani
- Centro per l'arte contemporanea Luigi Pecci di Prato
- MAXXI - Museo nazionale delle arti del XXI secolo sez. d'arte figurativa, di Roma
- Museo d'arte contemporanea Donnaregina - MADRE , di Napoli
- Collezione Roberto Casamonti, Firenze
- Pio Monte della Misericordia, Napoli